# Cípselo

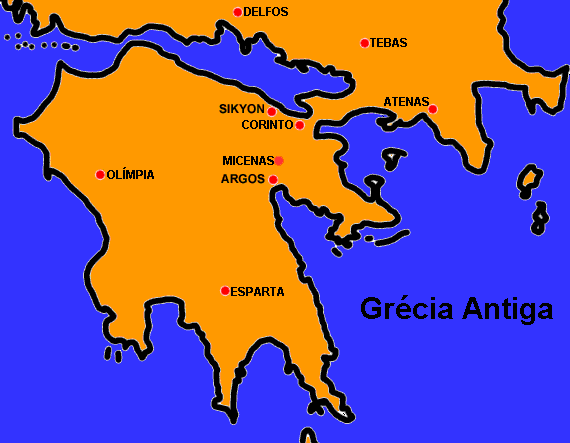
Mapa parcial da Beócia, Ática e o Peloponeso, mostrando a posição de Corinto

Cípselo foi um tirano da pólis de Corinto que governou por vinte e oito anos, de c.657 a.C. a c.625 a.C.. Sua mãe se chamava Labda, e era filha do baquíada Anfião, mas seu pai, Eetion, filho de Echecrates, não pertencia a esta oligarquia.

## Corinto durante a tirania dos baquíadas
Corinto tinha alcançado um grande desenvolvimento durante o Período Arcaico por causa do incremento do comércio. Em consequência, a riqueza e, já não apenas o nascimento no seio da aristocracia, era um dos factores de garantia prestígio social. Contudo, a aristocracia de Corinto recusou-se a conceder qualquer tipo de poder político às classes que tinham enriquecido com a actividade comercial. Em Corinto a classe que governava a cidade era composta pela família dos Baquíadas, que não permitia aos seus membros o casamento fora do próprio grupo.
A riqueza de Corinto também derivava de sua posição geográfica privilegiada: por um lado, era a passagem terrestre entre o Peloponeso e o resto da Grécia, por outro, era o caminho preferido pelos navios, por ter dois portos e permitir o transporte de carga, evitando a perigosa circunavegação do Peloponeso. A isso somava-se a riqueza proveniente dos Jogos Ístmicos, que atraíam multidões à cidade.
O regime político em Corinto era dominado pela família dos baquíadas, descendentes de Héracles, que se tornaram extremamente ricos. Um dos últimos reis de Corinto, Teleste, reinara por doze anos, até ser assassinado por seus parentes. Em seguida, o poder passou a ser exercido pelos descendentes de Héracles, inicialmente duzentos em número, que, a cada ano, escolhiam um deles (o Presidente, ou Prytanes) para exercer o poder real.
Este regime durou até a tirania de Cípselo, noventa anos depois.

## Ascensão e reinado
Segundo uma lenda relatada por Heródoto como um discurso de Socles de Corinto contra a tirania, a mãe de Cípselo, Labda, pertencia à família aristocrática dos Baquíadas, mas o seu pai não. Uma profecia do Oráculo de Delfos teria alertado os Baquíadas que quando Cípselo fosse um adulto, este seria responsável pela queda dos Baquíadas. Estes tentaram matar Cípselo quando ele era ainda um bebé, mas a sua mãe escondeu-o numa arca de madeira. É provável que esta história não passe de propaganda fabricada pelo próprio Cípselo durante o seu governo, com o objectivo de legitimar o seu poder.[carece de fontes?] Contudo, sabe-se que no Templo de Hera em Olímpia existia uma arca de madeira que a tradição considerava ter sido a arca onde Cípselo fora escondido.
O descontentamento da classe média foi explorado por Cípselo que tomou o poder em 657 a.C., matando ou exilando os Baquíadas. Um dos exilados foi Demarato de Corinto, cuja riqueza era tão grande que fez ele dominar a cidade da Tirrênia onde foi morar, e, na geração seguinte, fez seu filho se tornar rei de Roma.
O governo de Cípselo garantiu a continuação da prosperidade de Corinto, como atestam o grande número de vasos de cerâmica exportados pela cidade. Cípselo teria governado com moderação, tendo sido popular (por causa da sua popularidade não teria sequer necessitado possuir uma guarda pessoal). Durante o seu governo Corinto fundou novas colónias nos noroeste da Grécia, que eram governadas pelos seus filhos bastardos. Cípselo teria também feito grandes ofertas aos templos de Delfos e Olímpia.

## Sucessão
Cípselo governou por trinta anos e foi sucedido pelo seu filho Periandro.